# Skjálfandafljót
El riu Skjálfandafljót està situat al nord d'Islàndia. El Skjálfandafljót té 178 km de longitud, i és el quart riu més llarg de l'illa.
Té com a font la frontera nord-oest de la capa de gel de Vatnajökull a les Terres Altes d'Islàndia. Des d'allà, segueix paral·lel a la carretera de la Highland de Sprengisandur en sentit nord, desembocant a la badia de Skjálfandi.
Seguint el curs del riu, des del seu naixement a la font de la glacera de Vatnajökull fins a la desembocadura del riu a la badia de Skjálfandi, es poden veure moltes cascades. El riu Skjálfandafljót té unes de les cascades més espectuculars de l'illa, inclosa Goðafoss, que es considera una de les cascades més espectaculars d'Europa. Altres cascades també conegudes del riu Skjálfandafljót són la Hrafnabjargafoss, l'Aldeyjarfoss, la Barnafoss i l'Ullarfoss.
It was first descended by kayak by a team from the University of Sheffield (UK) in 1989.
En la punta nord de la carretera de Sprengisandur, el riu cau uns 10 metres sobre Aldeyjarfoss. Goðafoss es troba en les terres baixes, molt a prop de la Ruta 1.